# Ballata da un miliardo
Ballata da un miliardo è un film del 1967 diretto da Gianni Puccini.

## Trama
Il figlio onesto di un gangster deve derubare un casinò in modo tale da acquistare credito nell'ambito della criminalità. Il ragazzo però si appropria di tutto il denaro attraverso il gioco; per accontentare il padre progetta il furto ma si fa arrestare.